# Devon Windsor

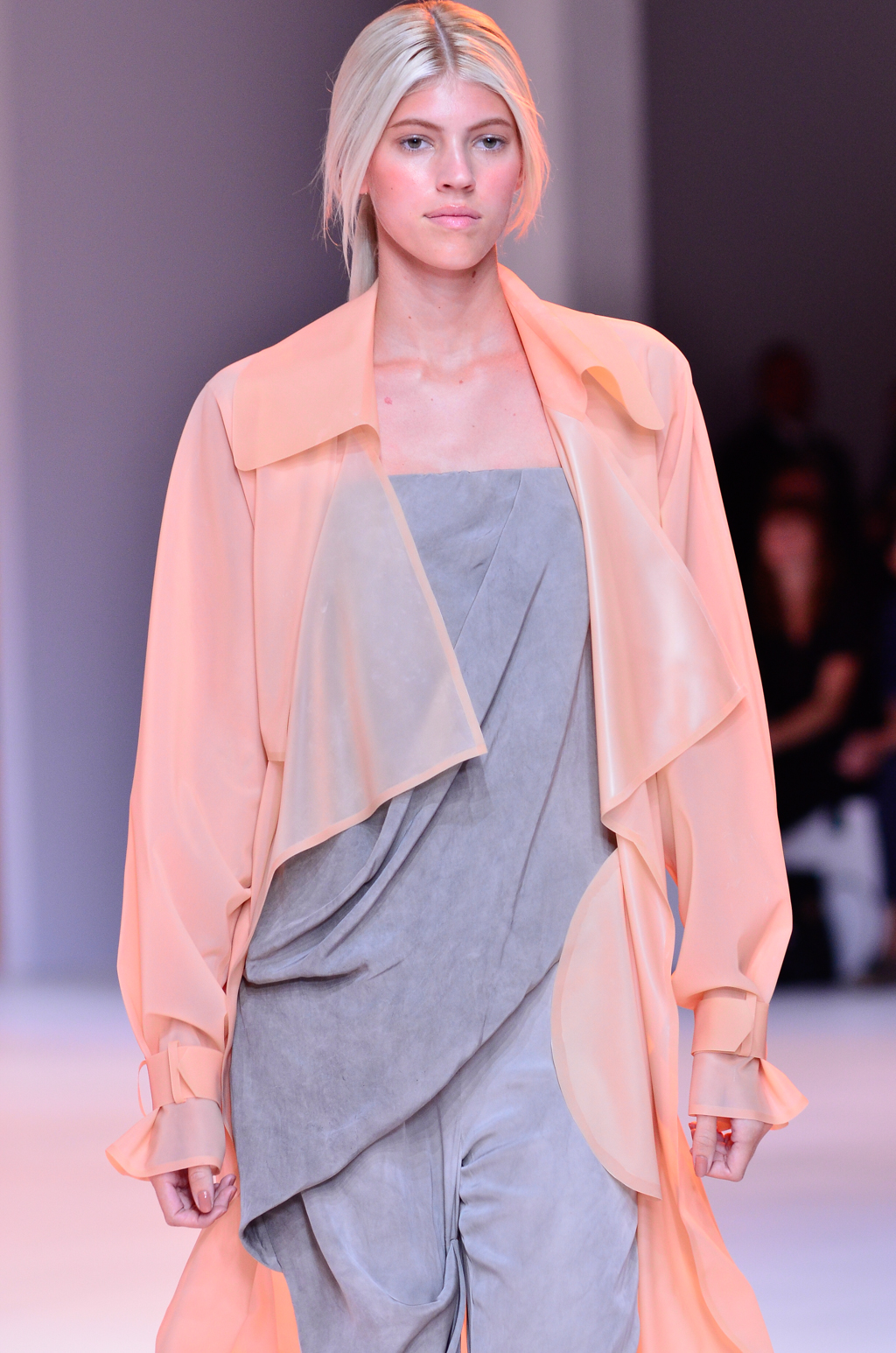
Devon Windsor

Devon Windsor (* 7. März 1994 in St. Louis, Missouri) ist ein US-amerikanisches Model.
Devon Windsor wurde im Alter von 14 Jahren von der Fotografin Suzy Gorman entdeckt. Nach der Highschool zog Devon Windsor nach New York City, um für die Agentur IMG als Model zu arbeiten. Als Laufstegmodel war sie in Schauen von Hennes & Mauritz, Chanel, Prada und Dior zu sehen. Von 2013 bis 2018 wirkte sie an den Victoria’s Secret Fashion Show mit.